# Horní Ředice

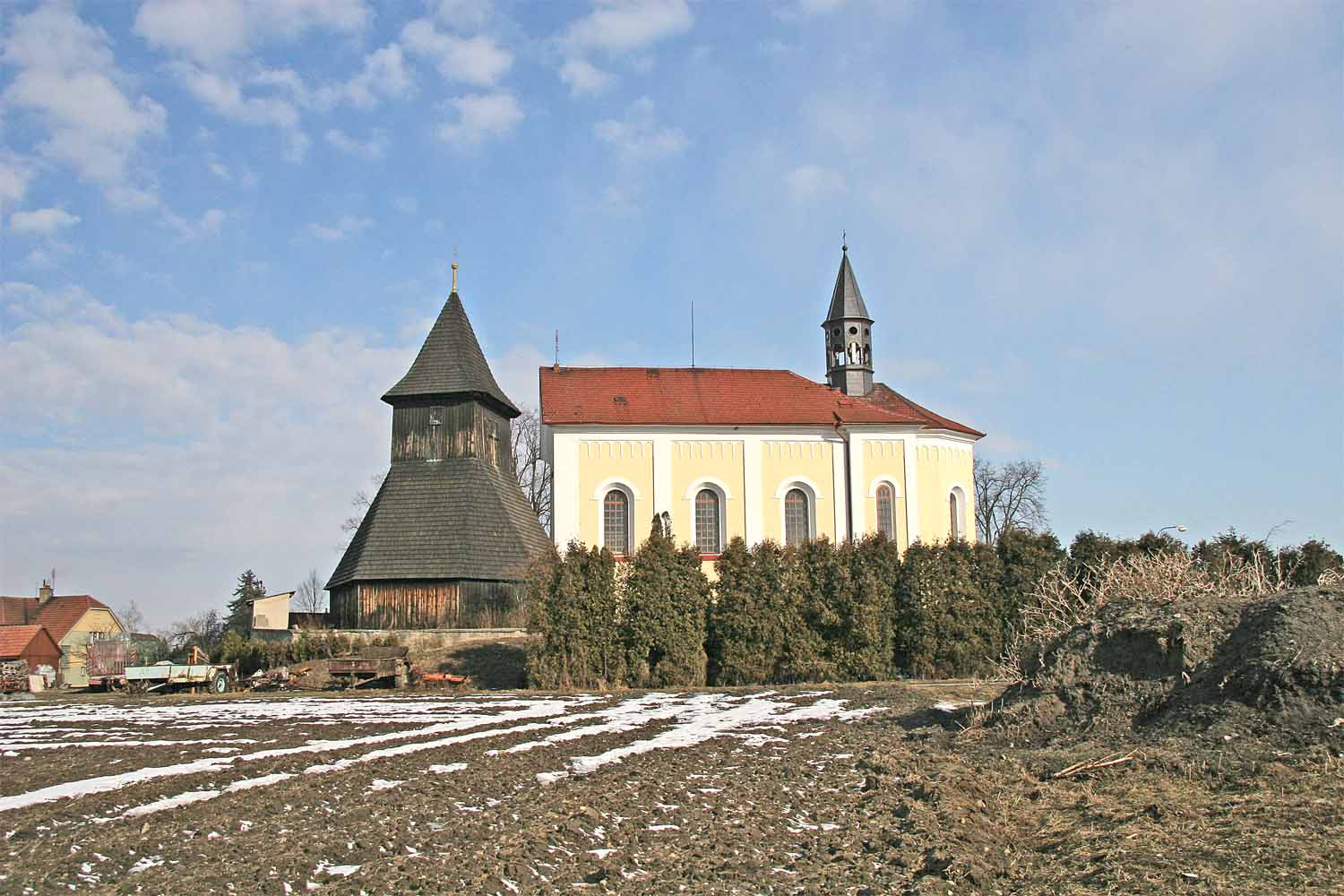
Kirche des hl. Wenzel

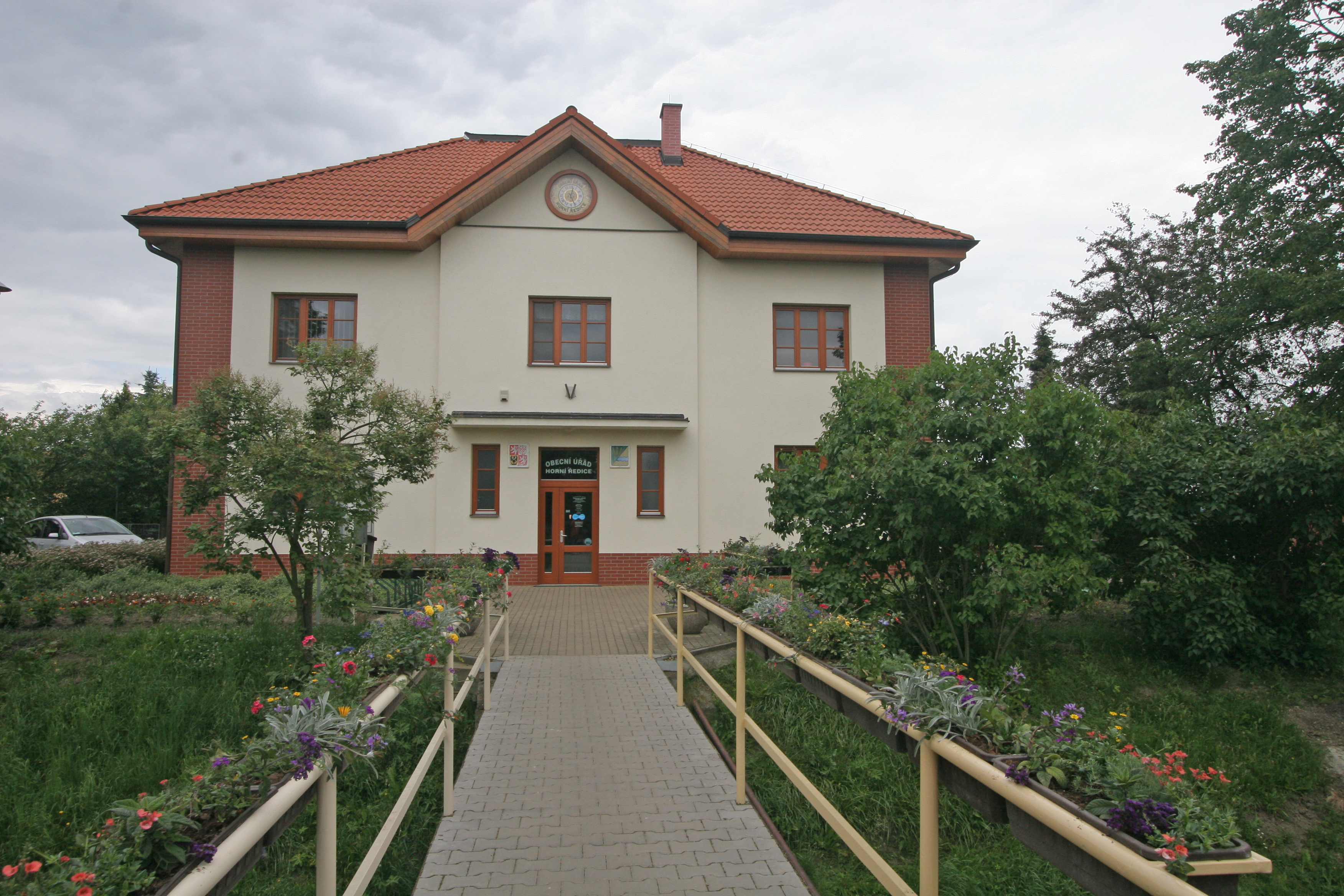
Gemeindeamt

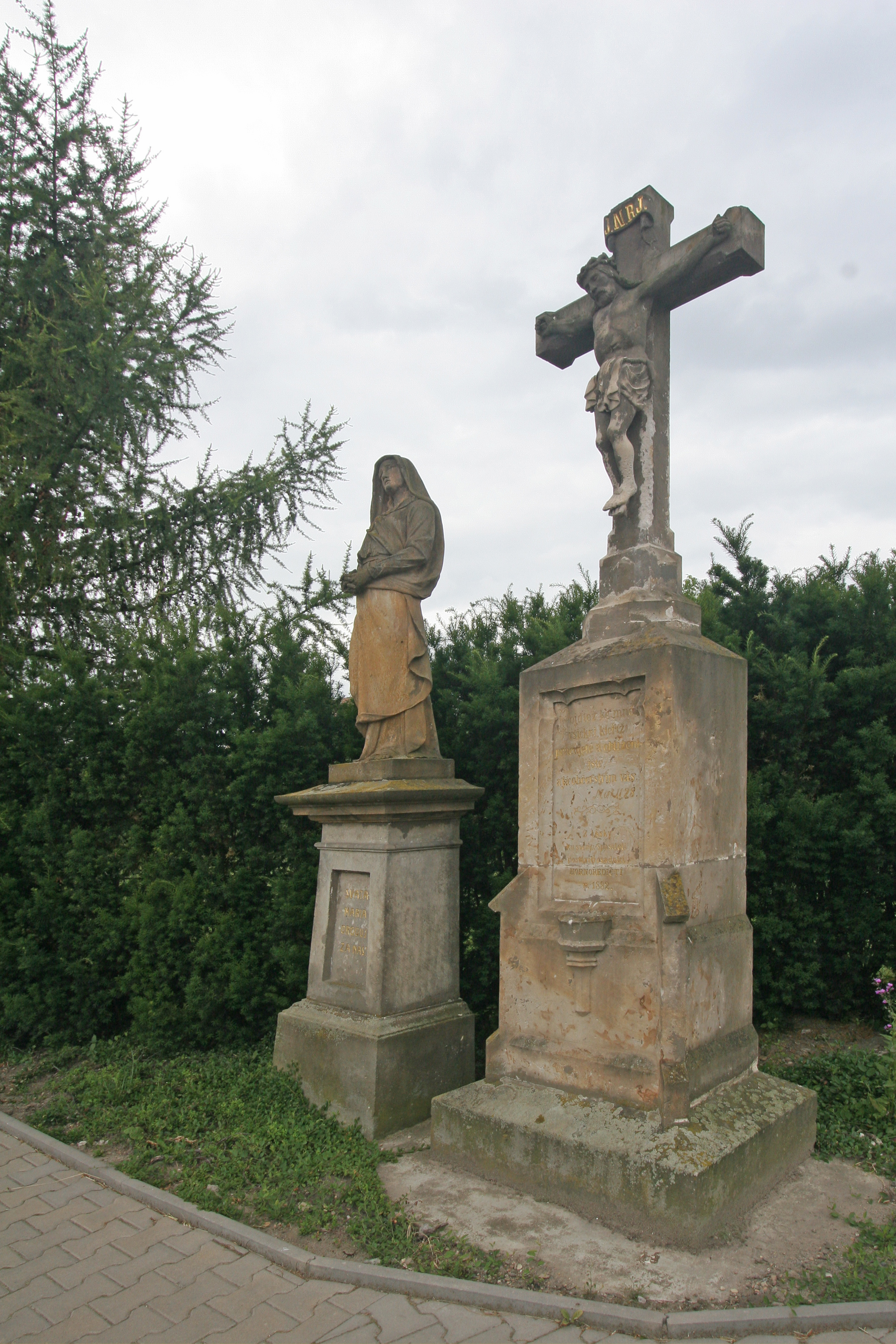
Kreuz und Marienstatue

Horní Ředice (deutsch Ober Reditz, auch Ober Rzeditz) ist eine Gemeinde in Tschechien. Sie liegt 14 Kilometer nordöstlich des Stadtzentrums von Pardubice und gehört zum Okres Pardubice.

## Geographie
Horní Ředice ist der östliche Teil des sich auf einer Länge von sechs Kilometern entlang des Baches Ředický potok in der Pardubická kotlina (Pardubitzer Becken) erstreckenden Waldhufendorfes Ředice. Nördlich befindet sich an einem Zufluss zum Ředický potok eine Kaskade von drei Teichen, dem Ředický rybník, Mordýř und dem Smílek. Im Ort fließt dem Ředický potok außerdem der Hluboký potok zu, an ihm liegt – ebenfalls nördlich – der Teich Hluboký rybník. Am südlichen Ortsrand verläuft die Staatsstraße I/36 zwischen Sezemice und Holice, nordöstlich die Staatsstraße I/35/E 442 zwischen Hradec Králové und Holice. Im Norden erhebt sich der Žernov (277 m n.m.), südlich der Chvalák (263 m n.m.) und im Südwesten der Hořánek (265 m n.m.).
Nachbarorte sind Žernov, Chvojenec und Vysoké Chvojno im Norden, Poběžovice u Holic und Podlesí im Nordosten, Podhráz im Osten, Roveňsko und Komárov im Süden, Dašice, Babín, Velkolánské, Lány u Dašic, Velké Koloděje und Časy im Südwesten, Dolní Ředice im Westen sowie Bohumileč und Drahoš im Nordwesten.

## Geschichte
Archäologische Funde am Hügel Hořánek belegen eine Besiedlung der Gegend während der Stein- und Bronzezeit.
Der Ort wurde wahrscheinlich zwischen der zweiten Hälfte des 13. Jahrhunderts und der Mitte des 14. Jahrhunderts während der ersten deutschen Binnenkolonisation gegründet. Die erste urkundliche Erwähnung erfolgte am 9. April 1336 unter dem Namen Harmanivilla bzw. Hermansdorf, als König Johann von Luxemburg das Städtchen und die Feste Chvojno mit den zugehörigen neun Dörfern Albrechtsdorf, Běleč, Bělečko, Ekleinsdorf, Hermansdorf, Chvojence Nízké, Hoděšovice, Tiezmansdorf und Walthersdorf für 2000 Schock Groschen an die Brüder Pertholt, Heinrich und Johann von Leipa verpfändete. Vor 1340 erwarb Heinrich Pykna von Lichtenburg die Herrschaft Chvojno. Die älteste Nachricht über die Pfarrkirche stammt aus dem Jahre 1350, als die Pfarrei Hermansdorf aus dem Dekanat Mauth dem neuen Bistum Litomyšl zugewiesen wurde. Ab 1358 besaß Jan von Sternberg einen Teil der Herrschaft Chvojno mit dem Städtchen Holitz. Seit der Mitte des 14. Jahrhunderts wurde das Dorf alternativ auch als Ředice bezeichnet, der Name leitete sich vom damaligen Namen Ředina des den Ort durchfließenden Baches her. Der ursprüngliche Name Hermansdorf wurde später immer weniger verwendet.
Die Grafen von Sternberg errichteten in Holice einen neuen Herrensitz und begründeten den Holitzer Familienzweig. Während der Hussitenkriege erlosch die Pfarrei Ředice, die Kirche wurde zur Filiale der Holitzer Pfarrei. Im Jahre 1481 erwarb Neptalim von Frymburg die Herrschaft Holitz. Zu dieser Zeit ist ein Rychtář in Ředice nachweislich, 1507 war von einem Freigericht die Rede. Nach dem Tode des Neptalim von Frymburg fiel die Herrschaft Holitz 1493 Hynek Bradlecký von Mečkov zu; dieser erwarb damit jedoch nicht das gesamte Dorf Ředice, Grundherr von vier Höfen war Čeněk Dašický von Barchov auf Daschitz, Inhaber des Kirchpatronats der St.-Wenzels-Kirche und Eigentümer des ehemaligen Pfarrhofes war Bohuslaw Kostka von Postupitz auf Brandeis. Die Teiche nördlich des Dorfes wurden vor 1507 angelegt. Mit dem Kauf der Herrschaften Daschitz, Holitz und Brandeis brachte Wilhelm von Pernstein in den Jahren 1506 und 1507 sämtlich Anteile von Ředice an sich und vereinigte sie mit seiner Herrschaft Pardubitz. Wilhelm von Pernstein vererbte seine böhmischen Güter 1521 seinem jüngeren Sohn Vojtěch, nach dessen Tod fielen sie 1534 seinem Bruder Johann zu. Dieser hinterließ 1548 seinem Sohn Jaroslav hohe Schulden. Am 21. März 1560 veräußerte Jaroslav von Pernstein die gesamte Herrschaft Pardubitz an König Ferdinand I. Dessen Nachfolger Maximilian II. übertrug die Verwaltung der königlichen Herrschaften der Hofkammer. König Rudolf II. ließ die Herrschaft 1588 durch ein System von 24 Rychta (Scholtiseien) neu organisieren; Sitz eines Rychtář war Ředice. Im Pardubitzer Kammerurbar von 1588 sind für Ředice 73 Anwesen ausgewiesen. Während des Dreißigjährigen Krieges verödete das Dorf, noch 1654 lag ein Drittel der großen Bauerngüter wüst. Während des 18. Jahrhunderts entstanden in Ředice zahlreiche neue Anwesen, infolge dessen erfolgte eine Teilung in ein Ober- und Niederdorf. Erstmals urkundlich ist die Unterscheidung zwischen Horní und Dolní Ředice im Theresianischen Kataster 1757. Zu Zeiten Kaiser Josephs II. erhielten beide Teile eigene Gemeinderichter. Während des Siebenjährigen Krieges kam es am Hořánek zu einem Gefecht zwischen Truppen des Generals Laudon und preußischen Einheiten, wobei die Preußen im Dorf Ředice und bei Ostřetín geschlagen wurden.
Im Jahre 1835 bestand das im Chrudimer Kreis gelegene Dorf Ředitz aus 175 Häusern, in denen 1369 Personen, darunter zwei jüdische Familie, lebten. In Ober-Ředitz befanden sich die Filialkirche des hl. Wenzel und eine Schule. Im Ort gab es eine Schule. Pfarrort war Holitz. In der hölzernen Kirche wurden an jedem dritten Sonntag Gottesdienste gehalten; 1847 war ihr Zustand so desolat, dass sie wegen Einsturzgefahr geschlossen werden musste. Bis zur Mitte des 19. Jahrhunderts blieb Ředitz der k.k. Kameralherrschaft Pardubitz untertänig.
Nach der Aufhebung der Patrimonialherrschaften bildete Horní Ředice ab 1849 eine Gemeinde im Gerichtsbezirk Holitz. Am 16. Februar 1857 versteigerten die Gemeinden Horní Ředice und Dolní Ředice das Holz der alten Kirche. In den Jahren 1861 bis 1862 erfolgte der Bau einer neuen Kirche. Ab 1868 gehörte das Dorf zum politischen Bezirk Pardubitz. 1869 hatte Horní Ředice 803 Einwohner und bestand aus 125 Häusern. Im Jahre 1900 lebten in dem Dorf 881 Menschen, 1910 waren es 954. Nach der Fertigstellung einer eigenen Schule in Dolní Ředice wurden die dortigen Kinder 1905 aus der Horní Ředicer Schule ausgeschult. Am 13. Mai 1908 wurde durch die Post- und Telegraphenverwaltung der Busverkehr auf der Linie Holice – Pardubice – Bohdaneč mit vier Bussen der Marke Laurin & Klement aufgenommen; die durch Horní Ředice führende Buslinie war die erste in Österreich-Ungarn. 1930 hatte Horní Ředice 910 Einwohner. Im Jahre 1949 wurde Horní Ředice dem Okres Holice zugeordnet. Seit 1960 gehört die Gemeinde wieder zum Okres Pardubice. Beim Zensus von 2001 lebten in den 252 Häusern von Horní Ředice 778 Personen.

## Gemeindegliederung
Für die Gemeinde Horní Ředice sind keine Ortsteile ausgewiesen. Zu Horní Ředice gehört die Einschicht Žernov.

## Sehenswürdigkeiten
- Kirche St. Wenzel, der einschiffige steinerne Bau wurde in den Jahren 1861–1862 erbaut. Sie wird von einem ehemals mit Gräben und Böschungen befestigten Friedhof mit einem hölzernen Glockenturm aus dem Jahre 1729 umgeben. An der Westseite des Friedhofs sind noch Reste der alten Befestigung erhalten. Die größte der drei Glocken wurde 1616 gegossen.
- Preußische Soldatengrabstätte aus dem Siebenjährigen Krieg, hinter der Kirche in Richtung Dašice, sie wurde 1997 rekonstruiert und feierlich geweiht.
- Steinernes Kreuz und Marienstatue im Ortszentrum
- Gedenkstein für die Gefallenen des Zweiten Weltkrieges, vor der Kirche
- Gedenkstein für die Gefallenen des Ersten Weltkrieges, vor der Kirche
- Naturreservat Žernov, Eichen-Hainbuchen-Waldgebiet um den Hügel Žernov, innerhalb des Reservats liegen die Teiche Mordýř, Šmatlán und Smilek.